# Stacjonarna publiczna sieć telekomunikacyjna
Stacjonarna publiczna sieć telekomunikacyjna – pojęcie z zakresu polskiego prawa komunikacji elektronicznej (w latach 2004-2024 prawa telekomunikacyjnego). Oznacza publiczną sieć telekomunikacyjną, w której zakończenia sieci mają stałą lokalizację.